# 최명옥
최명옥(崔明玉, 1944년 10월 1일 ~ )은 대한민국의 남성 언어학자, 국어학자이다. 한국어의 방언학 연구로 잘 알려져 있다. 문학박사(서울대학교, 1982년)이며 서울대학교 명예교수이다. 경상남도 삼천포시(지금의 사천시) 출신으로 본관은 경주.
2013년에 제11회 일석국어학상을 수상했다.

## 생애
6형제 중 3남으로 경상남도 삼천포시에서 태어났다. 삼천포고등학교를 나왔으며 서울대학교에서 국어국문학을 전공, 서울대학교 대학원에서 국어학을 전공하여 1982년에 문학박사 학위를 취득했다.
1990년부터 국어학회 평의원, 1995년부터 진단학회 평의원을 맡고 있으며, 한국방언학회의 1, 2대 회장을 역임했다. 2004년부터는 국립국어원 주관 전국 지역어조사 추진 위원회에 소속되어 한국어 방언학 연구에 기여했으며, 2010년부터는 재단법인 한국언어문화연구원의 원장을 역임하고 있다.
《한국언어지도집》(1993년) 편찬에 관여했으며, 1998년에는 공동 연구로서 중국 옌볜 조선족 자치구의 조선족 마을에 방문하여 육진 방언 현지 조사에 참여하였다. 전국 지역어조사 추진 위원회에 소속되고 이듬해인 2005년부터 2009년까지 매년 경기 지역어 조사 보고에 기여했다.
2010년에 정년을 맞이해 명예교수가 되었다.

## 주요 저서
- 《경북 동해안 방언 연구》(영남대학교출판부, 1980년)
- 《월성지역어의 음운론》(영남대학교출판부, 1982년)
- 《국어음운론과 자료》(태학사, 1998년)
- 《한국어 방언연구의 실제》(태학사, 1998년)
- 《국어음운론》(태학사, 2004년)

### 공저
- (이병근)《국어음운론》(한국방송대학교출판부, 1997년)
- (김주석)《경주 속담·말 사전》(한국문화사, 2001년)
- 《함북 북부지역어 연구》(태학사, 2003년)